# نبرد قلعه اوتسونومیا
نبرد قلعه اوتسونومیا (به ژاپنی: 宇都宮城の戦い Utsunomiyajō no tatakai) یکی از نبردهای وابسته به جنگ بوشین بود که در مه سال ۱۸۶۸ مابین سربازان شوگون سالاری توکوگاوا و نیروهای وفادار به امپراتوری در شمال نیکو، توچیگی و آیزو درگرفت.